# Canções do Norte
Canções do Norte (em inglês:  Songs from the North) é um documentário luso-sul-coreano-estado-unidense realizado por Soon-Mi Yoo. Estreou-se nos cinemas de Portugal a 20 de Agosto de 2015.